# Circusland
Circusland, Palais international des arts du cirque (en catalan : Palau internacional de les arts del circ) est un musée consacré au monde du cirque à Besalú (Espagne). Il a été inauguré le 18 décembre 2020. Le bâtiment qui l'abrite, Cal Coro (bâti en 1945), est situé dans l'espace occupé autrefois par la maison abbatiale du Monastère de Saint Pierre de Besalú, Gérone.
Celle-ci est la seule institution patrimoniale de l'Europe consacrée à l'histoire et la tradition circassienne. Il a pour objectif de rassembler, conserver, rechercher, exhiber et diffuser l'héritage culturel des arts de la piste,.
Avec le Festival international du cirque Éléphant d'Or, c'est l'une des principales initiatives soutenues par la Circus Arts Foundation, une fondation culturelle privée espagnole dirigée par Genís Matabosch, dont le but est de promouvoir, divulguer, protéger et donner du prestige au patrimoine et la mémoire du cirque à titre d'art vivant, élément ludique, partie intégrante de la culture globale et paradigme de la multiculturalité.

## Collection
La Circus Arts Foundation possède l'une des plus grandes collections de cirque du monde avec quelques milliers de pièces, dont 537 sont exposées en Circusland.
Elles sont distribuées dans un espace de 1.500 m2 sur trois étages et un total de douze salles, disposées comme un parcours par l'histoire du cirque à travers ses différentes disciplines,.
La collection comprend,,:
- Une bibliothèque multilingue avec plus de 4.000 ouvrages de thématique circassienne.
- La plus grande maquette de cirque au monde (50 m²), que représente l'ancien cirque Gleich de l'Allemagne à une échelle 1:25. Elle rassemble 420 figurines de personnages humains, 270 d'animaux et 170 de véhicules. Elle a été élaborée par l'ingénieur hollandais V. Herwerden tout au long de 40 ans.
- Des costumes et agrès d'artistes de cirque célèbres. Parmi eux se distinguent le trapèze Washington de la trapéziste Pinito del Oro, et la collection de 27 costumes de clown blanc en paillettes élaborés par la prestigieuse Maison Vicaire de Paris, aujourd'hui disparue.
- La plus grande collection philatélique de thématique circassienne au monde (avec plus de 900 sceaux de 115 pays).
- Les archives photographiques d'Álvaro Castillan Villar (l'ancien photographe officiel du Cirque Price de Madrid), Josep Vinyes et Alberto Oller, avec plus de 40.000 photographies totales datant de 1940 à 1970.
- Les archives d'affiches du litógraphe César Fernández-Ardavín, datant du début du XXe siècle.

## Financement
La première phase du projet du musée a coûté 1,7 million d'euros, et a été financé avec le soutien de la Généralité de Catalogne (qui a apporté 750.000 euros tout au long de quatre ans) et de la Députation de Gérone (qui a apporté 500.000 euros entre 2020 et 2021),.